# Дивинополис (микрорегион)

Дивинополис на карте.

Дивинополис (порт. Microrregião de Divinópolis) — микрорегион в Бразилии, входит в штат Минас-Жерайс. Составная часть мезорегиона Запад штата Минас-Жерайс. Население составляет 	483 473	 человека (на 2010 год). Площадь — 	5090,441	 км². Плотность населения — 	94,98	 чел./км².

## Демография
Согласно сведениям, собранным в ходе переписи 2010 г. Национальным институтом географии и статистики (IBGE), население микрорегиона составляет:						
| Полное население                             | Полное население                             | Полное население                             | Полное население                             | 483 473 |
| -------------------------------------------- | -------------------------------------------- | -------------------------------------------- | -------------------------------------------- | ------- |
| в том числе:                                 | Городское население                          | 447 110                                      | Процент городского населения, %              | 92,48   |
|                                              | Сельское население                           | 36 363                                       | Процент сельского населения, %               | 7,52    |
|                                              | Мужское население                            | 240 549                                      | Процент мужского населения, %                | 49,75   |
|                                              | Женское население                            | 242 924                                      | Процент женского населения, %                | 50,25   |
| Плотность населения, чел/км²                 | Плотность населения, чел/км²                 | Плотность населения, чел/км²                 | Плотность населения, чел/км²                 | 94,98   |
| Население микрорегиона в % к населению штата | Население микрорегиона в % к населению штата | Население микрорегиона в % к населению штата | Население микрорегиона в % к населению штата | 2,47    |

## Статистика
- Валовой внутренний продукт на 2003 год составляет 2 938 892 640,00 реалов (данные: Бразильский институт географии и статистики).
- Валовой внутренний продукт на душу населения на 2003 год составляет 6934,83 реалов (данные: Бразильский институт географии и статистики).
- Индекс развития человеческого потенциала на 2000 год составляет 0,809 (данные: Программа развития ООН).

## Состав микрорегиона
В составе микрорегиона включены следующие муниципалитеты:
1. Клаудиу
2. Консейсан-ду-Пара
3. Дивинополис
4. Игаратинга
5. Итауна
6. Нова-Серрана
7. Пердиган
8. Санту-Антониу-ду-Монти
9. Сан-Гонсалу-ду-Пара
10. Сан-Себастьян-ду-Уэсти